# Ismirika
Els Ismirika  (Išmirika) eren governadors de grups de ciutats a l'Imperi Hitita. Depenien del Be.l.Madgalti (governador provincial) i juraven fidelitat al rei. L'«home d'Ismirika» és esmentat en el temps d'Arnuwandas I com a governadors de grups de ciutats al territori de Kizzuwatna.